# Белл, Джон Стюарт
Джон Стюарт Белл (англ. John Stewart Bell; 28 июня 1928, Белфаст, Северная Ирландия — 1 октября 1990, Женева, Швейцария) — физик-теоретик. Сформулировал и доказал неравенства Белла (теорему Белла), чем заложил теоретическую основу для экспериментальных исследований ЭПР-парадокса. Совместно с Романом Яцкивом описал и проанализировал хиральную аномалию барионов.

## Биография
Профессор Уитакер из Университета Квинс несколько лет изучал биографию и научную деятельность именитого выпускника этого университета. Дальнейшее изложение опирается на биографическую статью, написанную им в 2002 году и доступную в Интернете. В указанной статье приводится список источников (свыше 20), использованных самим Уитакером. Эти данные дополняются памятным очерком, написанным Якивом и Шимони в 2001.

### Детство

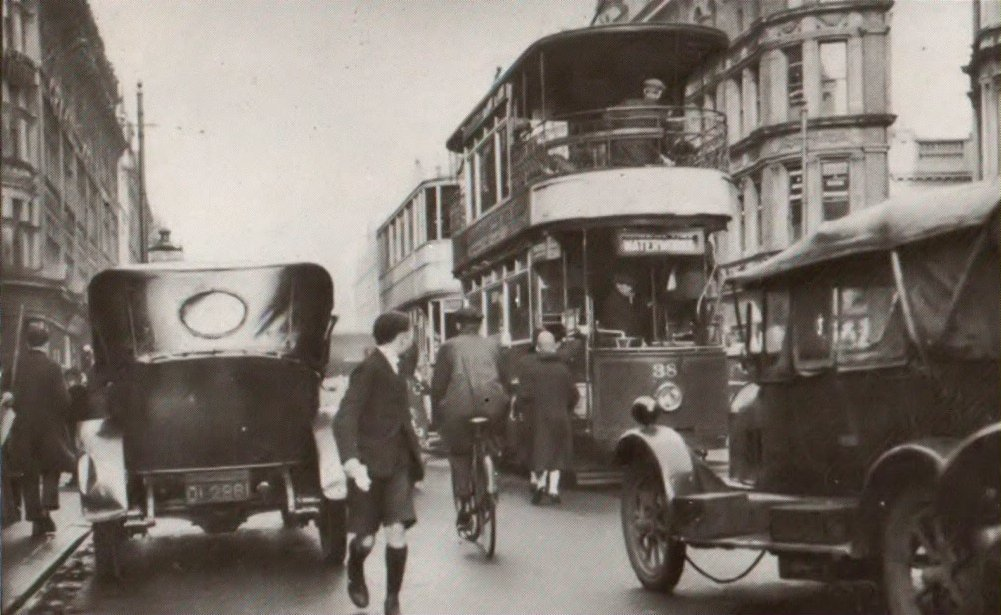
Белфаст, Royal Avenue, 1920-е гг.

Джон Стюарт Белл родился 28 июня 1928 года в Белфасте, Северная Ирландия, в бедной ирландской семье. Так как имя отца тоже было Джон, родные его всегда называли по второму имени Стюарт. Кроме Джона Стюарта, у отца Джона и матери Энни было ещё трое детей: старшая дочь Руби и младшие сыновья Дэвид и Роберт.
Мать мечтала дать детям хорошее образование, потому что, по её мнению, только учёный человек мог пробиться к лучшей жизни и, как она говорила, «носить воскресный костюм всю неделю». Джон Стюарт был среди лучших учеников в начальной школе. «Может быть, я был и не лучший, но из трёх-четырёх сверху в классе». Он начал обучение в школе на Ольстервиль Авеню (англ. Ulsterville Avenue School), потом перешёл в школу на Фэйн Стрит (англ. Fane Street School). В 11 лет вместо 14 он сдал все экзамены для продолжения среднего образования.
Однако 1920—1930 годы были временем наибольшей безработицы в Белфасте, его судостроительные и ремонтные верфи стояли практически пустыми, что вело к общему упадку экономики в городе. Из-за недостатка средств было решено, что только Джон Стюарт, как очевидно самый одарённый из детей, продолжит обучение после начальной школы. В то время полное школьное образование не являлось обязательным, и бесплатной была только начальная школа.
Цена обучения в престижных средних школах Белфаста даже для одного ребёнка оказалась семье не по карману, поэтому Джон Стюарт поступил в Техническую среднюю школу Белфаста (англ. Belfast Technical High School, в то время примерный эквивалент техникума). Эта школа, тем не менее, имела академическую аккредитацию, то есть с её дипломом можно было сдавать экзамены в университет.
Когда Джон Стюарт начал занятия в средней школе, Великобритания уже вступила во Вторую мировую войну. Война оживила экономику Белфаста, который стал крупной строительной и ремонтной верфью военно-морского флота. Однако это же сделало город целью регулярных немецких бомбардировок. Особенно разрушительным стал ночной «пасхальный» налёт 15 апреля 1941 года. Тогда около 200 бомбардировщиков люфтваффе сбросили на город и верфи тонны обычных и зажигательных бомб. Погибло 955 человек, 1500 ранено, половина города, включая большинство индустриальных объектов, была разрушена. К счастью, беда обошла стороной семью Белл. Никто не пострадал, уцелел их дом и школа, в которой вскоре продолжились занятия.

### Юность

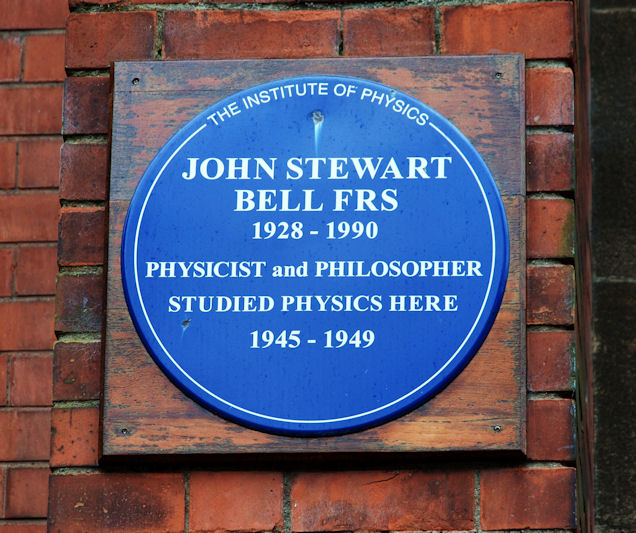
Памятная табличка на здании Университета Квинс (Белфаст): «Джон Стюарт Белл, FRS (1928—1990), физик и философ, изучал здесь физику в 1945—1949 гг.»

После успешного окончания технической школы в 1944 году 16-летний Белл год проработал лаборантом на физическом факультете Университета Квинс. Преподаватели факультета профессор Карл Эмелеус и доктор Роберт Слоан сочувствовали одарённому юноше. Они не только разрешили ему пользоваться факультетской библиотекой, но и позволили слушать общие лекции первого курса.
Наконец, в 1945 году средства на обучение были собраны, и Джон Стюарт Белл стал студентом физического факультета Университета Квинс. Он блестяще учился и в 1948 с отличием окончил факультет со специализацией в экспериментальной физике. Тогда же родился его интерес к квантовой механике — не к её практическому применению, а к глубинному смыслу её положений. В интервью Джереми Бернштейну, данному незадолго до своей внезапной смерти, Белл вспоминает, как был «ошеломлён» принципом неопределённости Гейзенберга:

Это выглядело так, как будто вы можете взять такой-то замер — и тогда положение определено, или такой-то замер — и тогда импульс определён. Звучало так, будто вы можете делать это таким, каким пожелаете. Только спустя некоторое время я понял, что это вопрос не желания, а аппаратуры. Мне пришлось продираться к этому. В доступных книгах и лекциях это объяснялось недостаточно чётко. Я, помню, спорил об этом с одним из моих преподавателей, доктором Слоаном. Я горячился и практически обвинял его в нечестности. Он тоже сильно разгорячился и сказал: «Ты заходишь слишком далеко».Оригинальный текст (англ.)It looked as if you could take this size and then the position is well defined, or that size and then the momentum is well defined. It sounded as if you were just free to make it what you wished. It was only slowly that I realized that it's not a question of what you wish. It's really a question of what apparatus has produced this situation. But for me it was a bit of a fight to get through to that. It was not very clearly set out in the books and courses that were available to me. I remember arguing with one of my professors, a Doctor Sloane, about that. I was getting very heated and accusing him, more or less, of dishonesty. He was getting very heated too and said, „You're going too far“.
Средства позволяли Беллу учиться ещё один год, и он, снова с отличием, получил диплом по математической физике. На этом курсе его руководителем был бежавший от нацистского режима немецкий учёный Поль Эвальд, основоположник рентгеноструктурного анализа.

### Начало карьеры

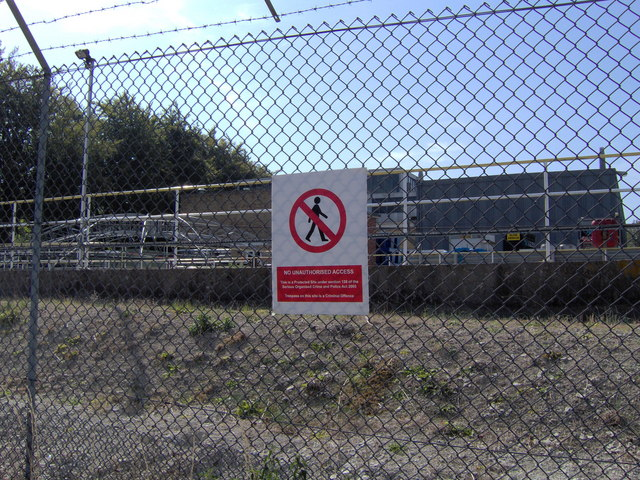
Забор с предупреждающей надписью. Центр атомных исследований в Харвеле.

Белл предпочёл бы сразу начать работу над докторской диссертацией и вплотную заняться теорией квантовой механики. Финансовые соображения, однако, заставили его заняться практикой, и он поступил на работу в Британский департамент исследований атомной энергии в Харвеле, откуда вскоре был переведён в маленькую теоретическую группу разработки ускорителей под руководством У. Уокиншоу в Малверне. Там он встретил свою будущую жену Мэри Росс, физика и математика из Шотландии. Они стали мужем и женой четыре года спустя, в 1954 году. Их брак оказался прочным, но бездетным. Будучи специалистами в смежных областях, они помогали друг другу и в жизни, и в работе. В предисловии к своей книге «Выразимое и невыразимое в квантовой механике», вышедшей в 1987 году, Белл написал: «Здесь же я ещё раз хочу особенно выразить свою тёплую благодарность Мэри Белл. Когда я просматриваю эти бумаги, я везде вижу её».
В 1951 Белл получил годичный отпуск для продолжения образования. Он провёл его в Бирмингемском университете под руководством профессора Пайерлса. Там он сформулировал свой вариант теоремы о CPT-инвариантности. Однако немного ранее подобные теоремы уже были независимо предложены Людерсом и Паули, которым и достался статус первооткрывателей.
Тем не менее, отпуск был продлён на время, необходимое для подготовки и защиты диссертации. В 1956 году Белл защитил диссертацию по анализу CPT-инвариантности и получил звание кандидата наук. Ценной оказалась приобретённая за эти годы поддержка Пайерлса, который помог Беллу по возвращении в Харвел перевестись в новую исследовательскую группу по теории элементарных частиц.
Белл и его жена работали в Харвеле до 1960 года, но им все меньше нравился неуклонный переход всей деятельности проекта от фундаментальных исследований к прикладным вопросам ядерной физики. Поэтому оба, не колеблясь, приняли поступившее предложение от CERN и переехали в Швейцарию.

### Швейцария, CERN

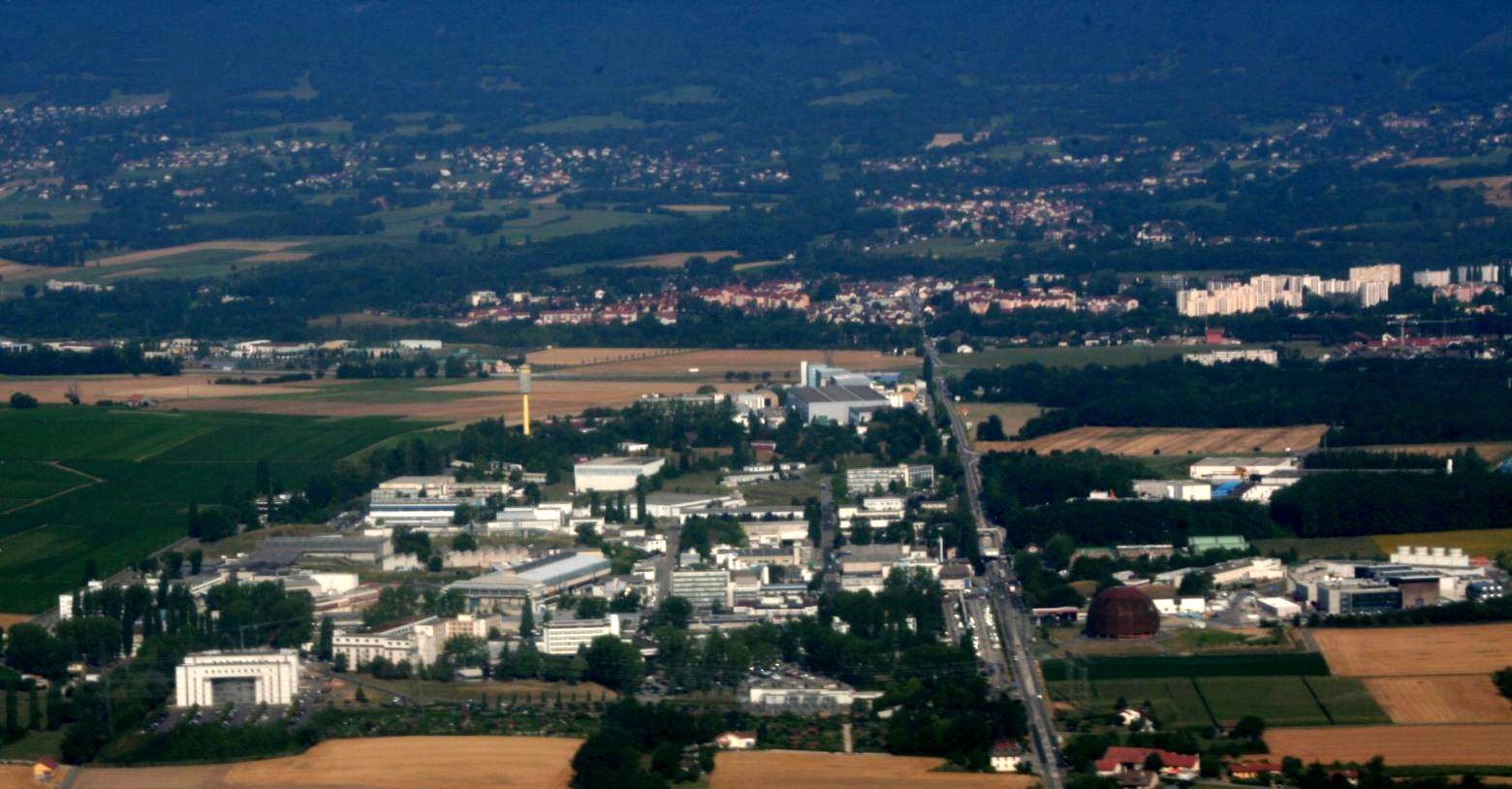
Центральные корпуса CERN около Женевы на границе Швейцарии и Франции. Вид с воздуха по направлению к горам Юра.

В CERN официальной специализацией Белла были физика частиц и квантовая теория поля, но его истинным увлечением оставалась теория квантовой механики, и именно достижения в этой области принесли ему основную славу. Вдохновлённый идеями Бома (см. Интерпретация Бома), Белл продолжил анализ ЭПР-парадокса и в 1964 сформулировал свои неравенства. Исходная формулировка Белла была идеализированной концепцией, на основе которой были построены варианты неравенств для физических экспериментов. Это, в первую очередь, неравенства Белла — Клаузера — Хорна и Клаузера — Хорна — Шимони — Холта.
Описывая ситуацию, сложившуюся к середине 1960-х вокруг ЭПР-парадокса в частности и теории квантовой физики в целом, Белл иронично называет её подходом «Зачем переживать?» (англ. Why worry?):

Могут сказать, что, пытаясь заглянуть за формальные предсказания квантовой теории, мы только самим себе создаём неприятности. Бесполезно заглядывать за наблюдаемые феномены: не этот ли именно урок следовало выучить, прежде чем стало возможным создание квантовой механики? Более этого, этот конкретный пример ещё раз учит нас, что всё устройство эксперимента должно рассматриваться как единое целое. Мы не должны пытаться проанализировать его по отдельным частям, с раздельно разнесёнными порциями неопределённости. Сопротивляясь импульсу анализировать и локализовать, мы избежим мысленного дискомфорта.
Это, как я его понимаю, тот ортодоксальный взгляд, который сформулирован Бором в его ответе Эйнштейну, Подольскому и Розену. Многие весьма удовлетворены им.Оригинальный текст (англ.)It can be argued that in trying to see behind the formal predictions of quantum theory we are just making trouble for ourselves. Was not precisely this the lesson that had to be learned before quantum mechanics could be constructed, that it is futile to try to see behind the observed phenomena? Moreover we learn again from this particular example that we must not try to analise it into separate pieces, with separately localized quotas of indeterminacy. By resisting the impulse to analize and localize, mental discomfort can be avoided.
This is, as far as I understand it, the orthodox view, as formulated by Bohr in his reply to Einstein, Podolsky, and Rosen. Many people are quite content with it.
Белл не был одинок в своих сомнениях по поводу Копенгагенской интерпретации, но он был первым, кто осмелился нарушить табу на анализ физической картины мира, предлагаемой этой интерпретацией, и на дальнейший анализ ЭПР-парадокса. Джон Клаузер, первым осуществивший экспериментальную проверку неравенств Белла, позднее вспоминал, что, задавая вопросы об ЭПР-парадоксе в 1950-х, он, скорее всего, сделал бы себя безработным. Вопросы об основах квантовой механики в то время, по его словам, были признаком дурного тона.
В 1982 году Белл высказал свою позицию ещё определённее:

Почему же Борн не сказал мне тогда об этой «волне-пилоте»? Хотя бы только для того, чтобы указать на её ошибочность. Почему фон Нейман не рассматривал её? Ещё более необычайно, зачем после 1952 и, из недавнего, даже в 1978 люди занимаются доказательствами «невозможности»? … Почему волна-пилот игнорируется в учебниках? Не следовало бы ли её преподавать — не как единственный выход, но как антидот против царящего самодовольства? Чтобы показать нам, что туманность, субъективность и индетерминизм навязаны не экспериментальными фактами, а осознанным теоретическим выбором.Оригинальный текст (англ.)But why then had Born not told me of this „pilot wave“? If only to point out what was wrong with it? Why did von Neumann not consider it? More extraordinarily, why did people go on producing „impossibility“ proofs, after 1952, and as recently as 1978? ... Why is the pilot wave picture ignored in text books? Should it not be taught, not as the only way, but as an antidote to the prevailing complacency? To show us that vagueness, subjectivity, and indeterminism, are not forced on us by experimental facts, but by deliberate theoretical choice?

### Признание и внезапная смерть

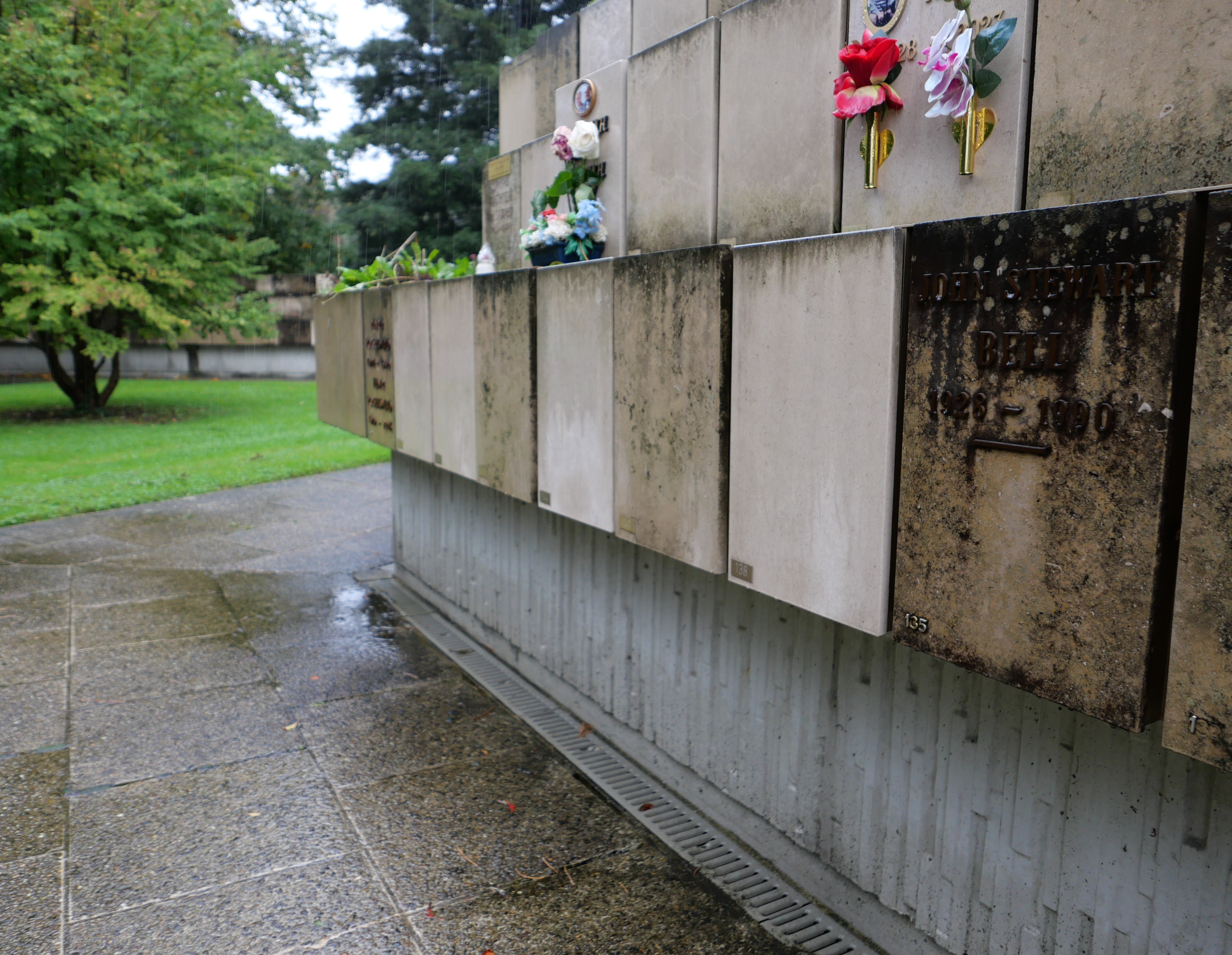
Могила урны в 2024 году (справа).

Белл был принят в члены Лондонского королевского общества ещё в 1972 году, но истинное признание и награды пришли к нему только в конце 80-х. В 1987 его выбирают почётным членом Американской академии искусств и наук. За этим следуют медаль и премия Дирака от Института физики (1988), Медаль Хьюза (1989), Премия Хайнемана (1989). Наконец, в 1972 году Белл был номинирован на Нобелевскую премию по физике. 

Джон Стюарт Белл скоропостижно скончался от инсульта в госпитале Женевы 1 октября 1990 года, в возрасте 62 лет. Он был похоронен на родине в Белфасте. Его останки были кремированы. Урна с его прахом была захоронена в Колумбарии Кладбища Сен-Жорж в Женеве.

В 2009 году Центр квантовой информации и квантового контроля (англ. Centre for Quantum Information & Quantum Control) Университета Торонто учредил премию Джона Стюарта Белла.

### Комментарии
1. ↑  Prof. Andrew Whitaker (англ.). Дата обращения: 28 октября 2011. Архивировано 18 февраля 2012 года.
2. ↑  Elizabeth Mary Ann Bell, девичья фамилия Brownlee. Второе имя Джона Stewart было дано ему в память о шотландских корнях со стороны матери.
3. ↑  Karl George Emeleus, преподавал в университете физику в 1933—1966. В 1984 друзьями и бывшими студентами профессора была учреждена ежегодная университетская медаль и премия его имени Архивировано 1 марта 2013 года.
4. ↑  Robert Sloane
5. ↑  англ. «Speakable and unspeakable in quantum mechanics» В русском переводе теряется игра на многозначности слова, так как альтернативным переводом могло бы быть «О чём можно и нельзя говорить в квантовой физике»
6. ↑  Имеется в виду ЭПР-парадокс
7. ↑  Bohr N. Can Quantum-Mechanical Description of Physical Reality be Considered Complete? // Physical Review : журнал. — 1935. — Т. 48. Архивировано 15 июня 2013 года.
8. ↑  Имеется в виду публикация Бомом его альтернативной интерпретации квантовой механики: 
• Bohm D. A Suggested Interpretation of the Quantum Theory in Terms of „Hidden“ Variables. I // Physical Review Letters : журнал. — 1952. — Т. 85, вып. 2. — doi:10.1103/PhysRev.85.166.
• Bohm D. A Suggested Interpretation of the Quantum Theory in Terms of „Hidden“ Variables. II // Physical Review Letters : журнал. — 1952. — Т. 85, вып. 2. — doi:10.1103/PhysRev.85.180.
9. ↑  Вероятно, имеется в виду выход книги Abraham R., Marsden J. Foundations of mechanics. — 2-е изд. — 1978. — ISBN 9780821844380.
10. ↑  Это может объяснить распространённую ошибку с местом смерти, которым указывается Белфаст.